# Parapagurus benedicti
Parapagurus benedicti är en kräftdjursart som beskrevs av de Saint Laurent 1972. Parapagurus benedicti ingår i släktet Parapagurus och familjen Parapaguridae. Inga underarter finns listade i Catalogue of Life.